# David Gutiérrez Gutiérrez
David Gutiérrez Gutiérrez (* 2. April 1982) ist ein spanischer Radrennfahrer.

## Karriere
David Gutiérrez Gutiérrez gewann 2004 eine Etappe bei der Semana Aragonesa und konnte so auch die Gesamtwertung für sich entscheiden. Im nächsten Jahr gewann er jeweils eine Etappe bei der Volta de Castello, bei der Vuelta a Salnes und bei der Vuelta a Cantabria. 2006 war er bei Teilstücken der Volta Ciclista Provincia Tarragona, der Vuelta Ciclista a León und der Vuelta a Salamanca erfolgreich. Bei der Vuelta a Salamanca wurde er auch Erster der Gesamtwertung. Dort gewann er auch 2007 wieder eine Etappe. Außerdem gewann er 2007 jeweils eine Etappe bei der Volta de Castello, bei der Galicien-Rundfahrt und bei der Copa Iberica, sowie die Gesamtwertung der Vuelta a Zamora. In der Saison 2008 war Gutiérrez bei Tagesabschnitten der Volta a Coruña, der Volta Ciclista Provincia Tarragona und der Semana Aragonesa erfolgreich und 2009 gewann er Etappen bei der Volta da Ascension, dem Circuito Montañés, der Vuelta a Segovia, der Vuelta a Zamora und der Vuelta a Salamanca. 2008 wurde er Dritter der Kantabrien-Rundfahrt. Außerdem entschied er das Eintagesrennen Memorial Avelino Camacho für sich. In der Saison 2010 ging Gutiérrez für das spanische ProTeam Footon-Servetto an den Start gehen und beendete die Vuelta a España auf Rang 113.

## Erfolge
2006
- eine Etappe Vuelta Ciclista a León

2009
- eine Etappe Circuito Montañés

## Teams
- 2010 Footon-Servetto
- 2011 Geox-TMC
- 2012 Onda
- 2013 Rádio Popular-Onda